# 達爾汗·卡列塔耶夫
達爾汗·阿馬烏勒·卡列塔耶夫（羅馬化：Darxan Amanulı Käletayev，1972年10月14日—）是哈薩克政治家，現任哈薩克駐烏克蘭大使，曾任哈薩克總統辦公廳第一副主任。

## 外部連結
- Darhan Kaletaev